# Planisferi del XVI secolo
I planisferi disegnati nel XVI secolo furono i primi a indicare l'esistenza del nuovo continente, l'America.
Vari di essi sono pezzi unici fatti a mano; di altri, benché prodotti a stampa, rimane un unico esemplare.

## Planisferi su pergamena
I primi planisferi con il disegno del Nuovo Mondo erano di fatto dei portolani estesi a tutto il mondo eseguiti da esperti cartografi iberici e italiani. Venivano eseguiti in un unico esemplare di pergamena dipinta a mano.
- Planisfero di Juan de la Cosa: disegnato dal cartografo spagnolo Juan de la Cosa, che aveva partecipato al primo viaggio di Cristoforo Colombo, nel 1500. È ora conservata al Museo Navale di Madrid.
- Planisfero di Cantino: disegnato da uno sconosciuto cartografo portoghese nel 1502. Prende il nome da Alberto Cantino, agente del duca di Ercole I d'Este, che la portò in Italia. Si trova alla Biblioteca Estense di Modena.
- Planisfero di King-Hamy: disegnato fra il 1502 ed il 1504, secondo i diversi studiosi. È conservato presso la Huntington Library di San Marino, California.
- Planisfero di Reinel: disegnato dal cartografo portoghese Pedro Reinel nel 1504 e che ora si trova alla Bayerische Staatsbibliothek.
- Planisfero di Caverio: disegnato dal genovese Nicolò de Caveri intorno al 1505. Oggi si trova alla Biblioteca nazionale di Francia.
- Planisfero di Pesaro: disegnato da anonimo intorno al 1505. È probabilmente la prima carta geografica a recare l'indicazione "Nuovo Mondo". Ora si trova presso la Biblioteca Oliveriana di Pesaro.

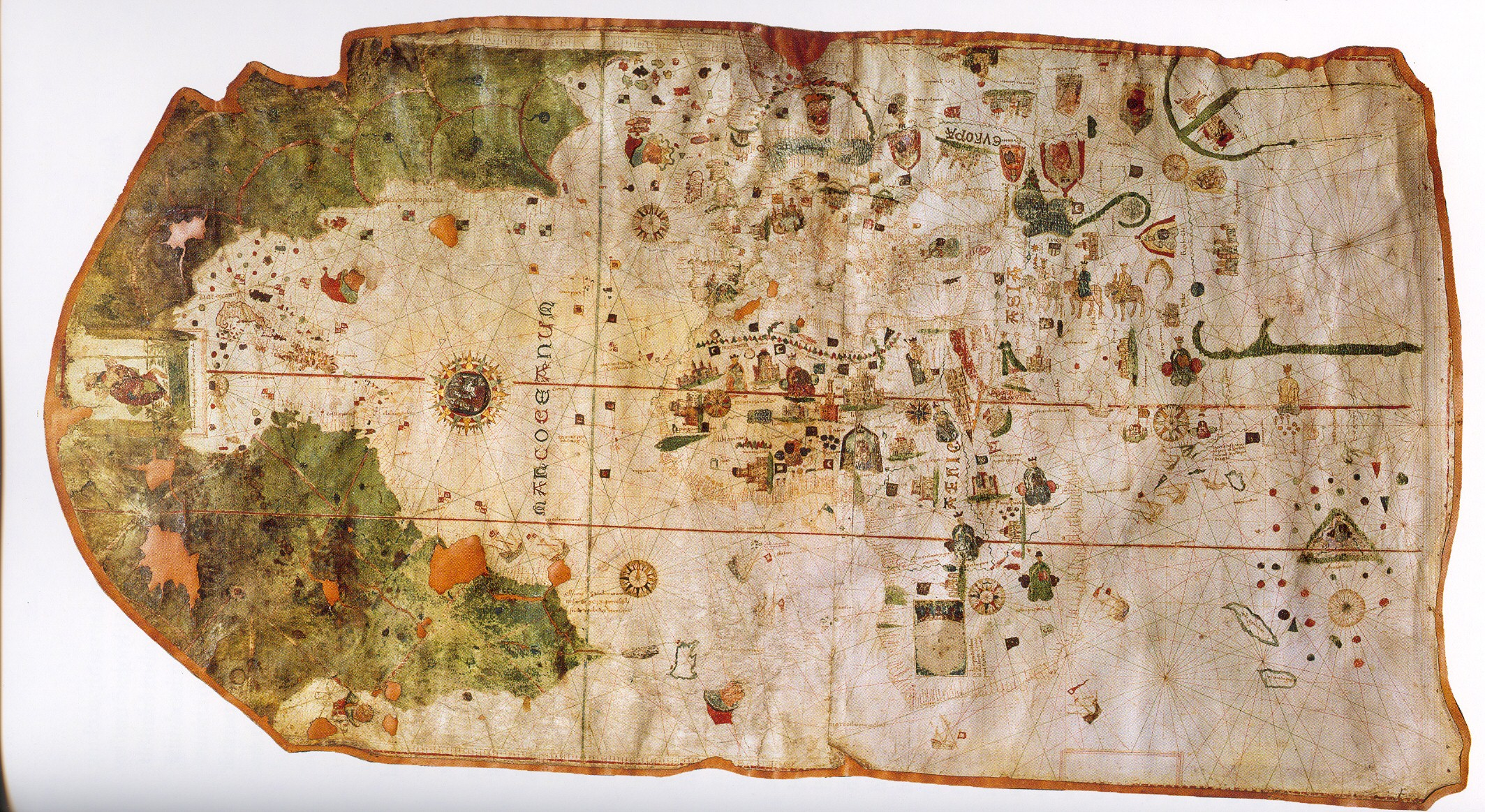
Planisfero di Juan de la Cosa
Il planisfero di Cantino
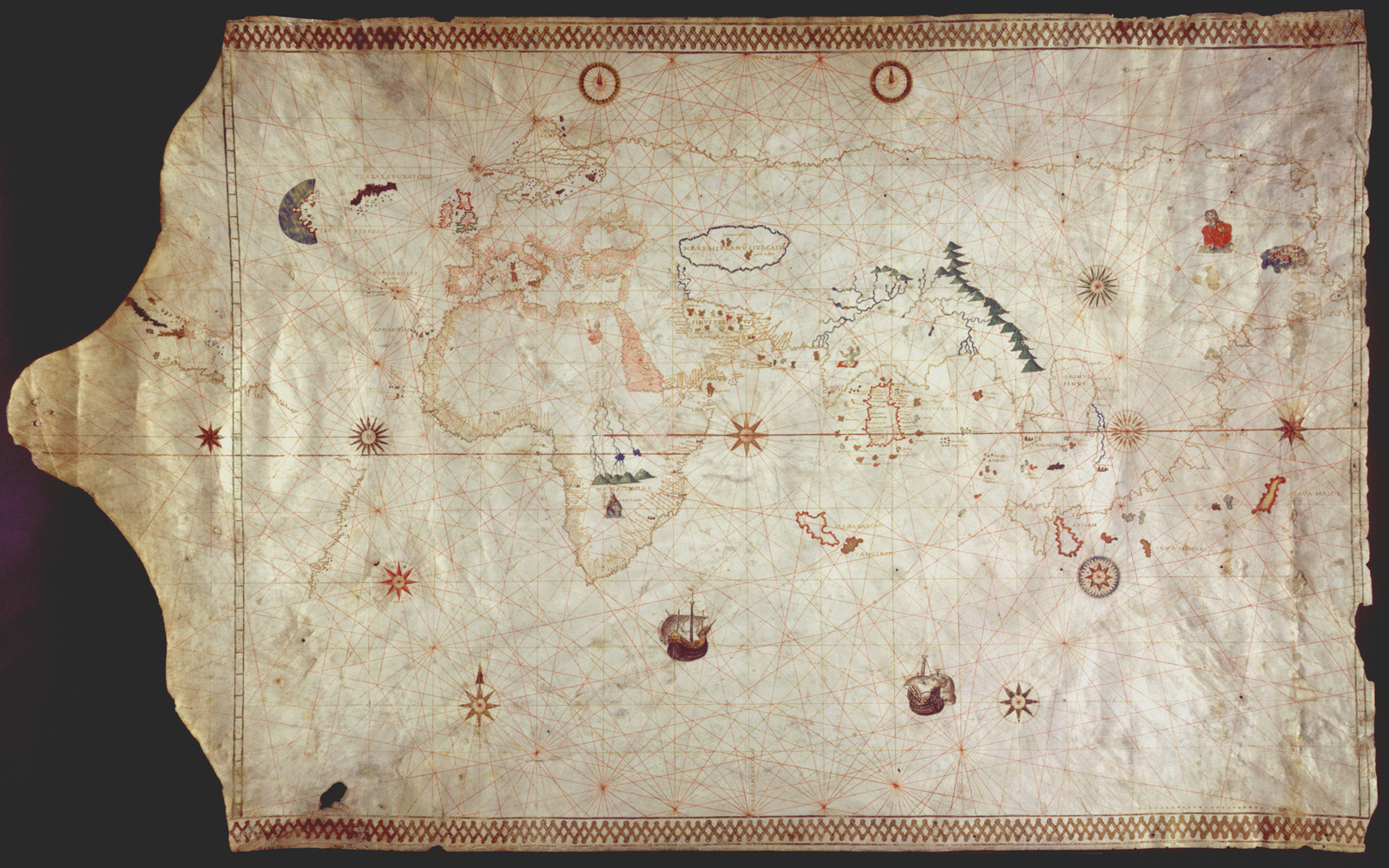
Planisfero di King-Hamy
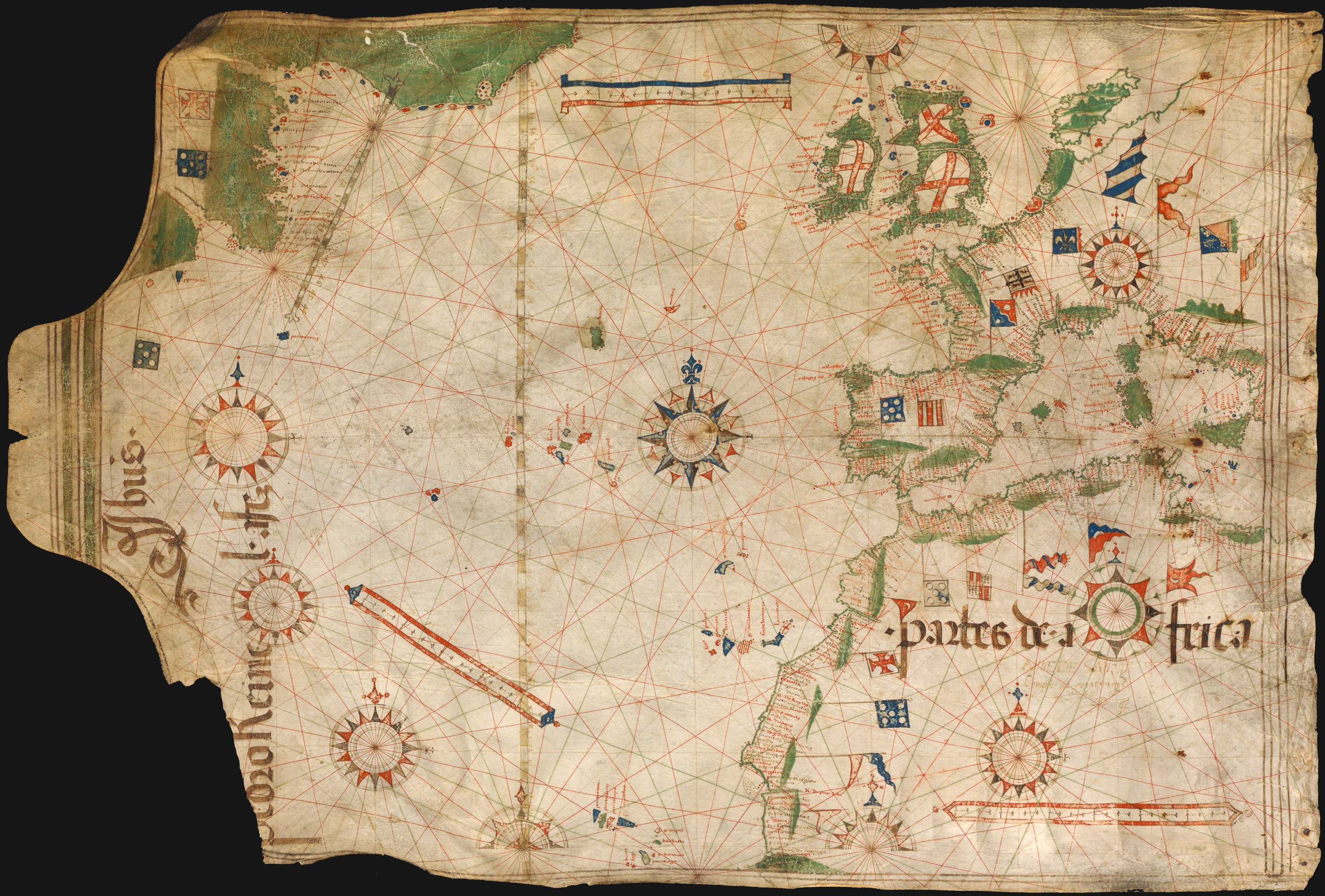
Planisfero di Pedro Reinel
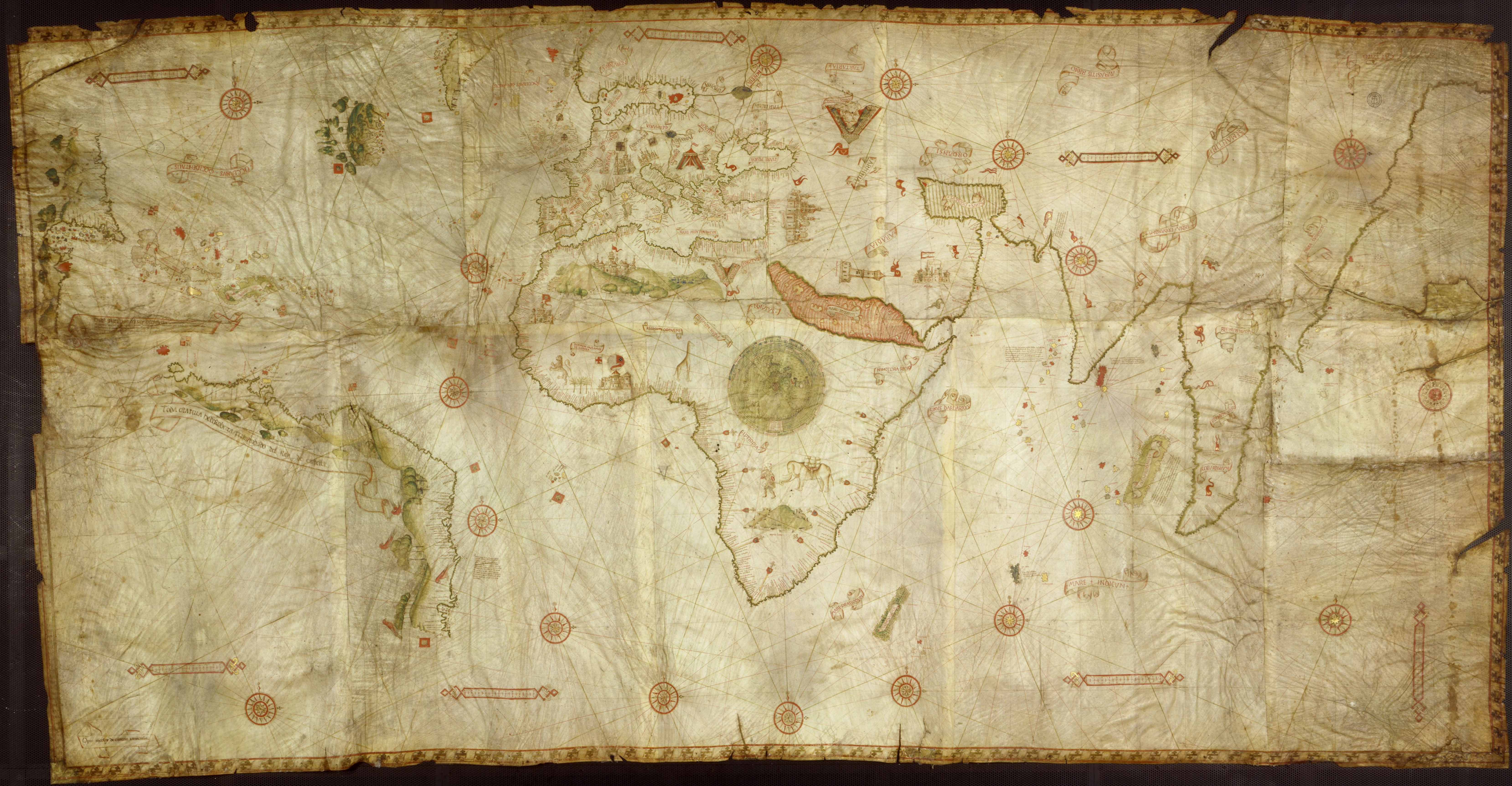
Il planisfero di Caverio
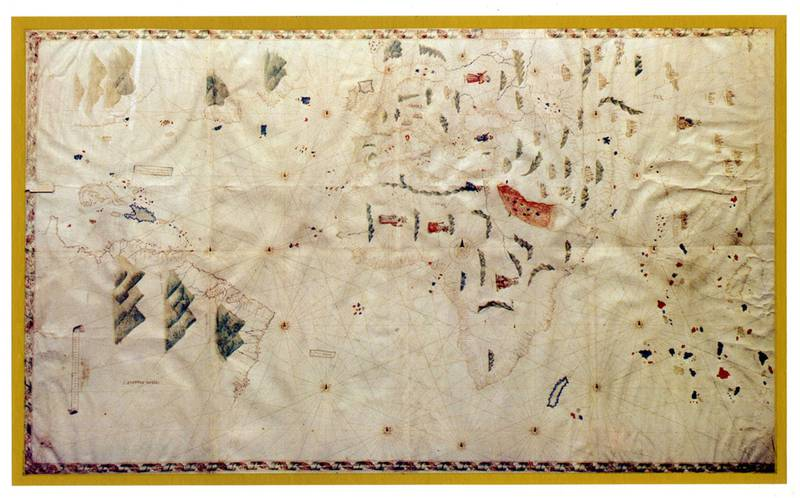
Il planisfero di Pesaro

## Primi planisferi a stampa
I primi tre planisferi a stampa contenenti l'illustrazione del Nuovo Mondo uscirono in un breve lasso di tempo:
- Planisfero Contarini: fu disegnato dal veneziano Giovanni Matteo Contarini utilizzando la proiezione conica di Tolomeo ed inciso da Francesco Rosselli; fu stampato a Venezia o Firenze nel 1506. L'unica copia superstite si trova alla British Library.
- Planisfero di Waldseemüller e Ringmann: disegnato nel 1507 dai tedeschi Martin Waldseemüller e Matthias Ringmann sotto la protezione del duca Renato II di Lorena: è famoso perché è la prima carta geografica ad utilizzare il nome "America" per indicare il Nuovo Mondo. L'unico esemplare superstite si trova alla Library of Congress.
- Planisfero di Ruysch: fu stampato a Roma dal cartografo olandese Johannes Ruysch utilizzando la proiezione conica tolemaica. Fu pubblicato nel 1507, ebbe vasta diffusione e ne rimangono alcune copie.
- Orbis Typus Universalis iuxta Hydrographorum Traditionem (Modello del mondo secondo l'insegnamento degli idrografi): fu disegnato da Martin Waldseemüller, probabilmente fra il 1505 ed il 1506. Fu tuttavia pubblicato nel 1513 a Strasburgo all'interno di un atlante tolemaico.
- Planisfero di Sylvanus: disegnato nel 1511 da Bernard Sylvanus, per l'edizione della Geographia di Tolomeo realizzata da Jacob Pentium a Venezia. Segue la proiezione pseudoconica di Tolomeo. È la prima carta geografica stampata a due colori: nero e rosso.

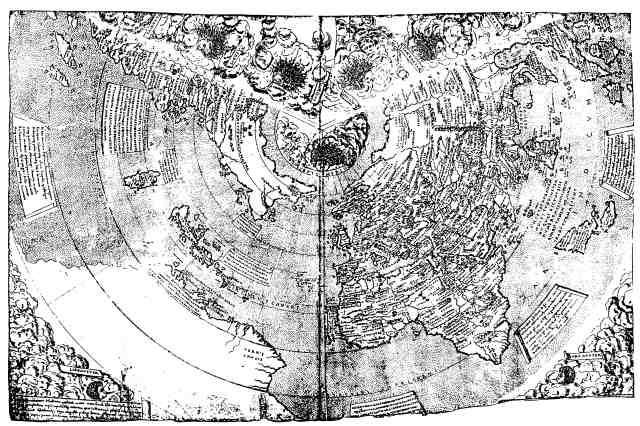
Il planisfero Contarini
Il planisfero di Waldseemüller
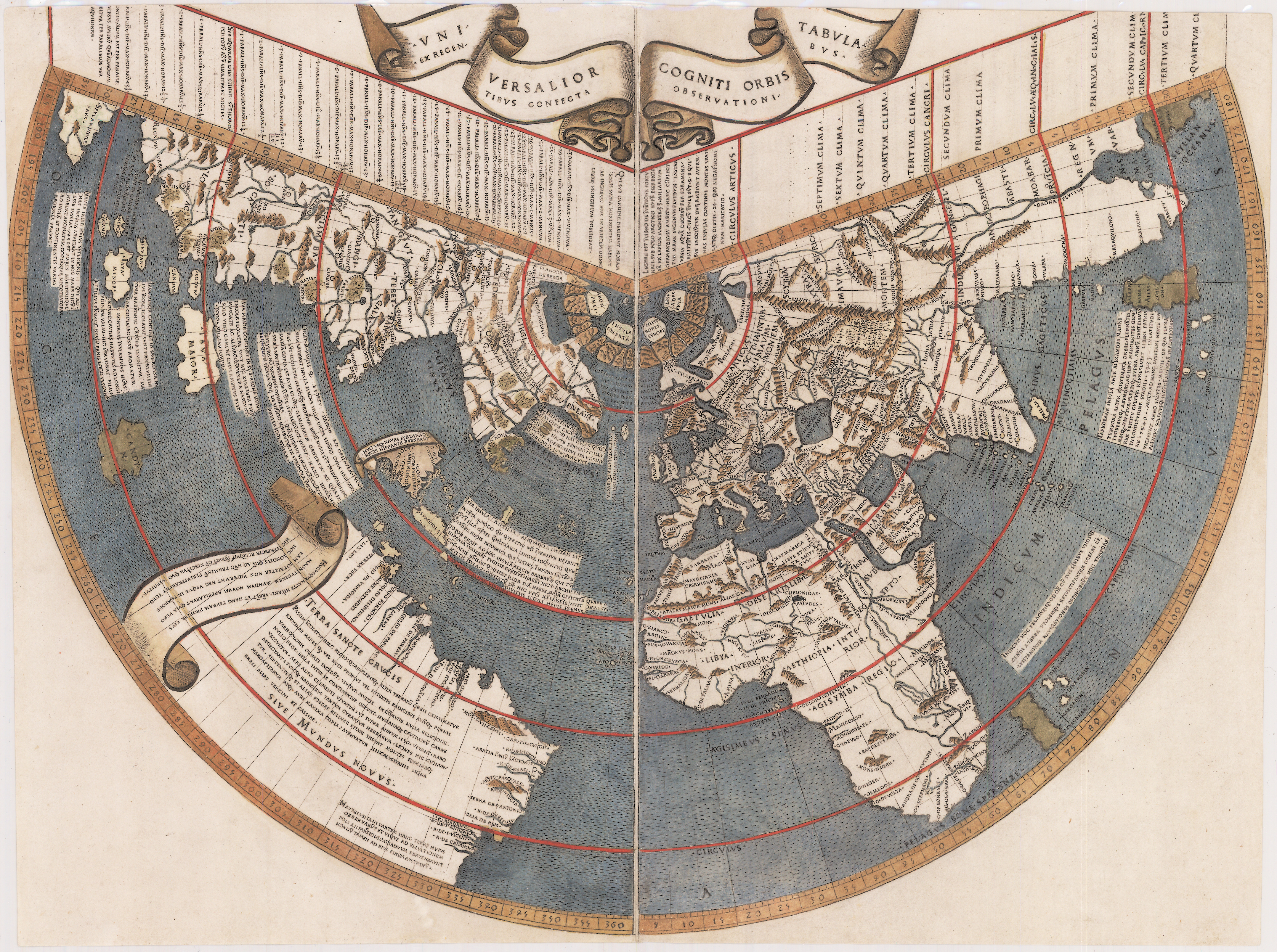
Il planisfero di Ruysch
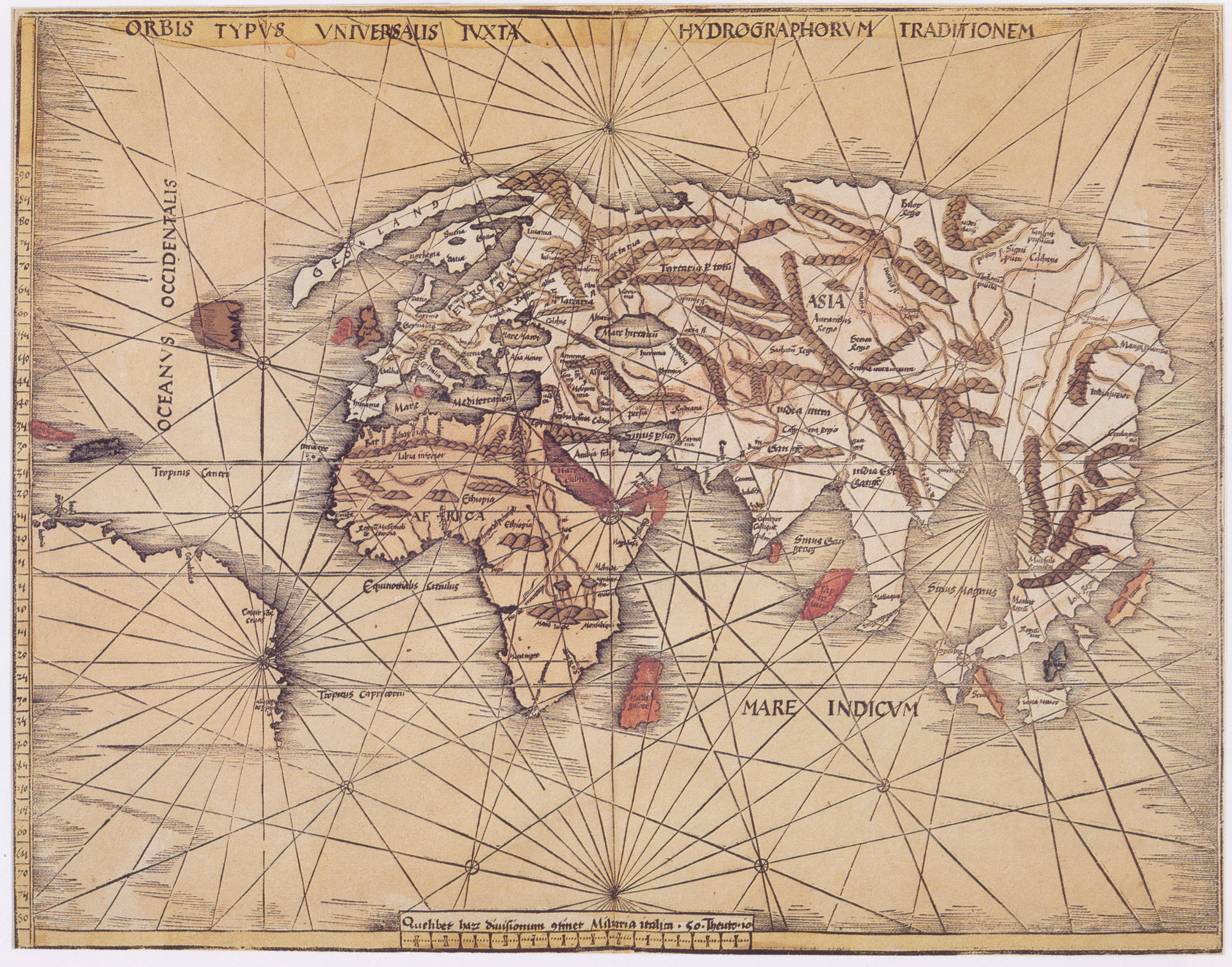
Orbis Typus Universalis
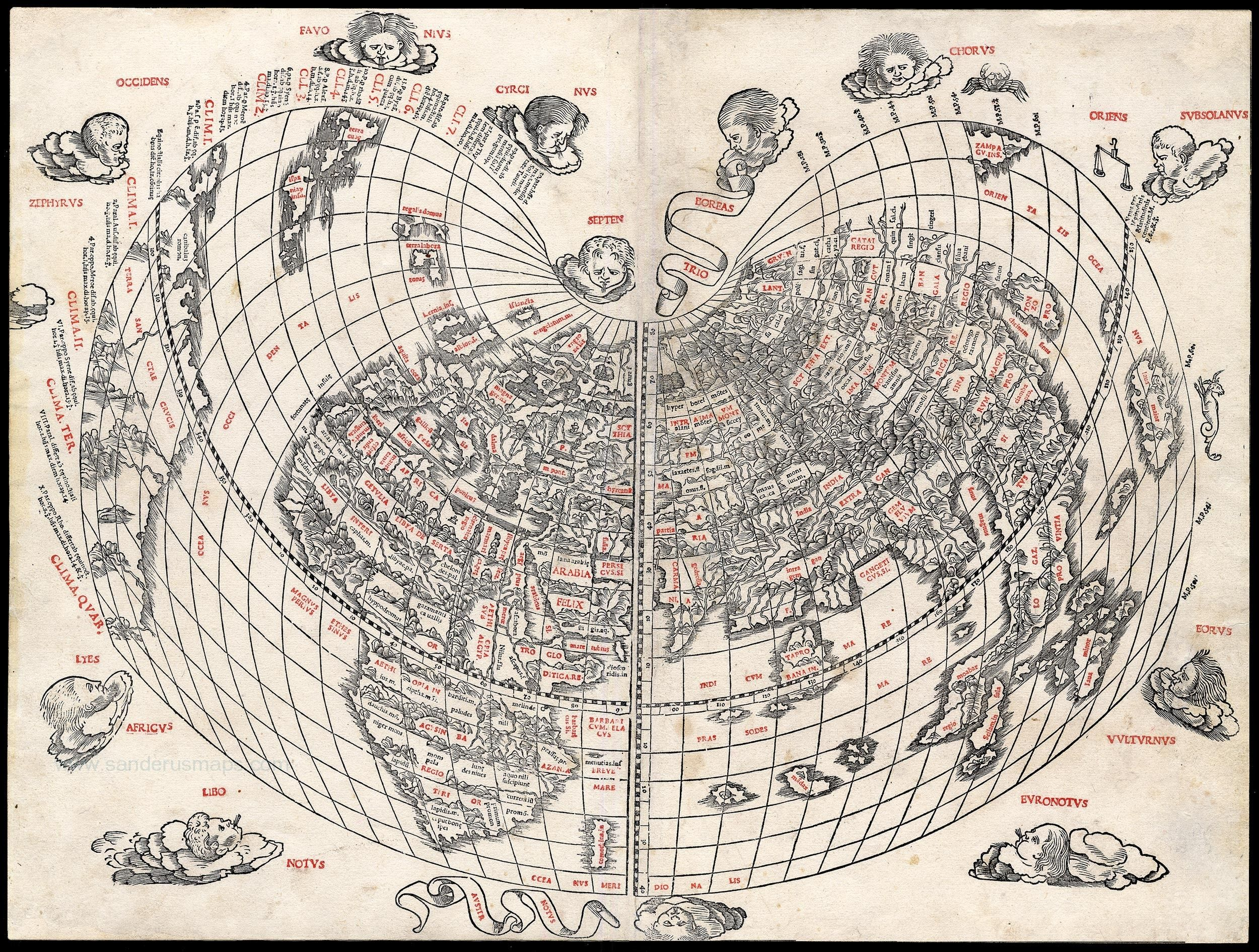
Planisfero di Sylvanus

## 1512-1599
Nonostante la diffusione della stampa, negli anni successivi molti planisferi continuavano ad essere eseguiti a mano.
- Planisfero di Piri Reis: è un planisfero completo nello stile dei portolani, disegnato dall'ammiraglio e cartografo ottomano Piri Reìs nel 1513. Il frammento superstite è conservato al Palazzo di Topkapı di Istanbul.
- Planisfero di Pietro Coppo disegnato dal veneziano Pietro Coppo nel 1520 nello stile delle carte tolemaiche come illustrazione al suo trattato De toto orbe. Ora è conservata presso la Biblioteca comunale dell'Archiginnasio.
- Planisfero di Apiano pubblicato a stampa nel 1520 a Landshut da Pietro Apiano, riprese e completò il planisfero di Waldseemüller del 1507. È il secondo più antico planisfero ad usare l'espressione " America provincia" per l'America del Sud

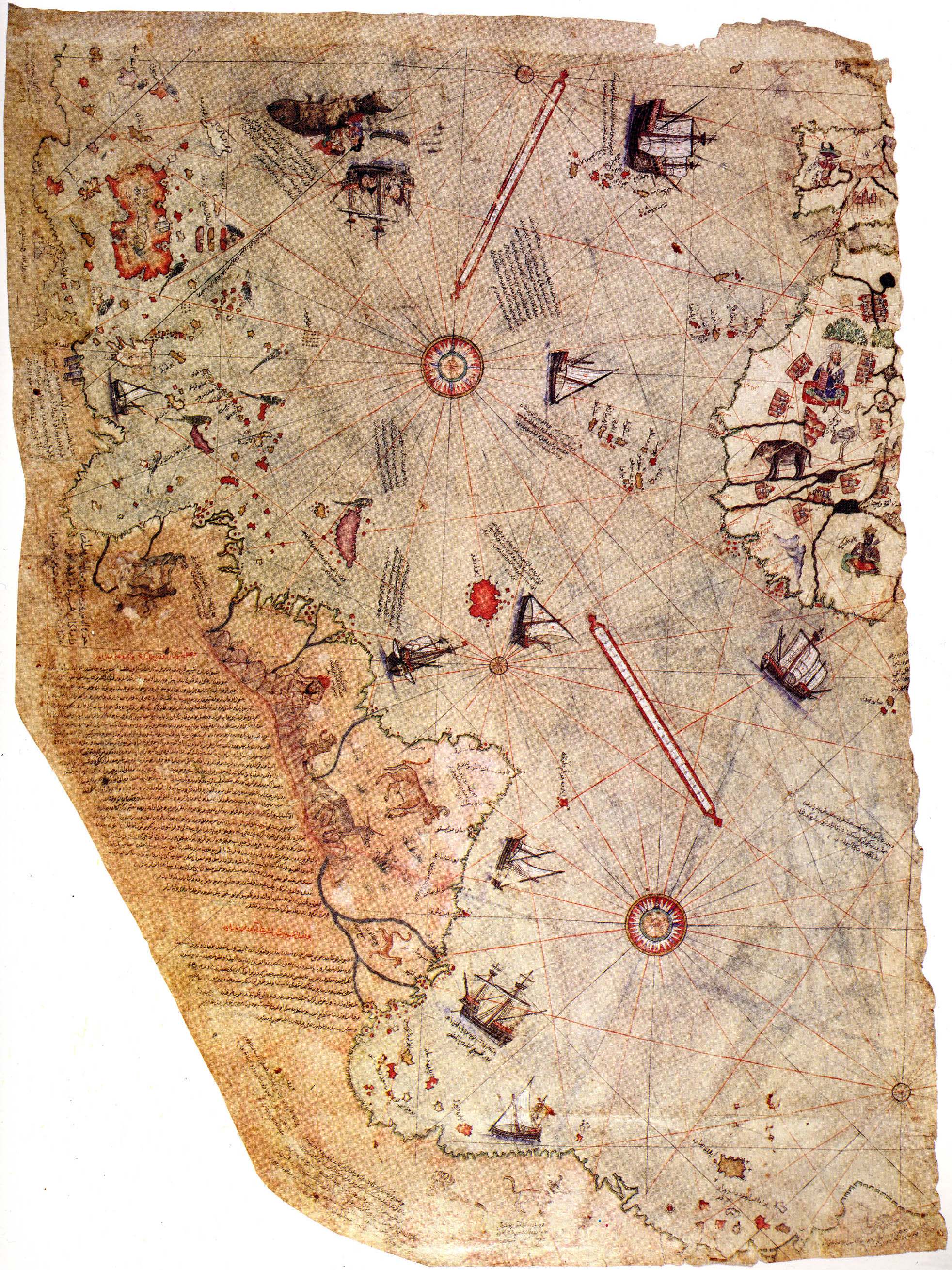
Il frammento superstite del planisfero di Piri Reis
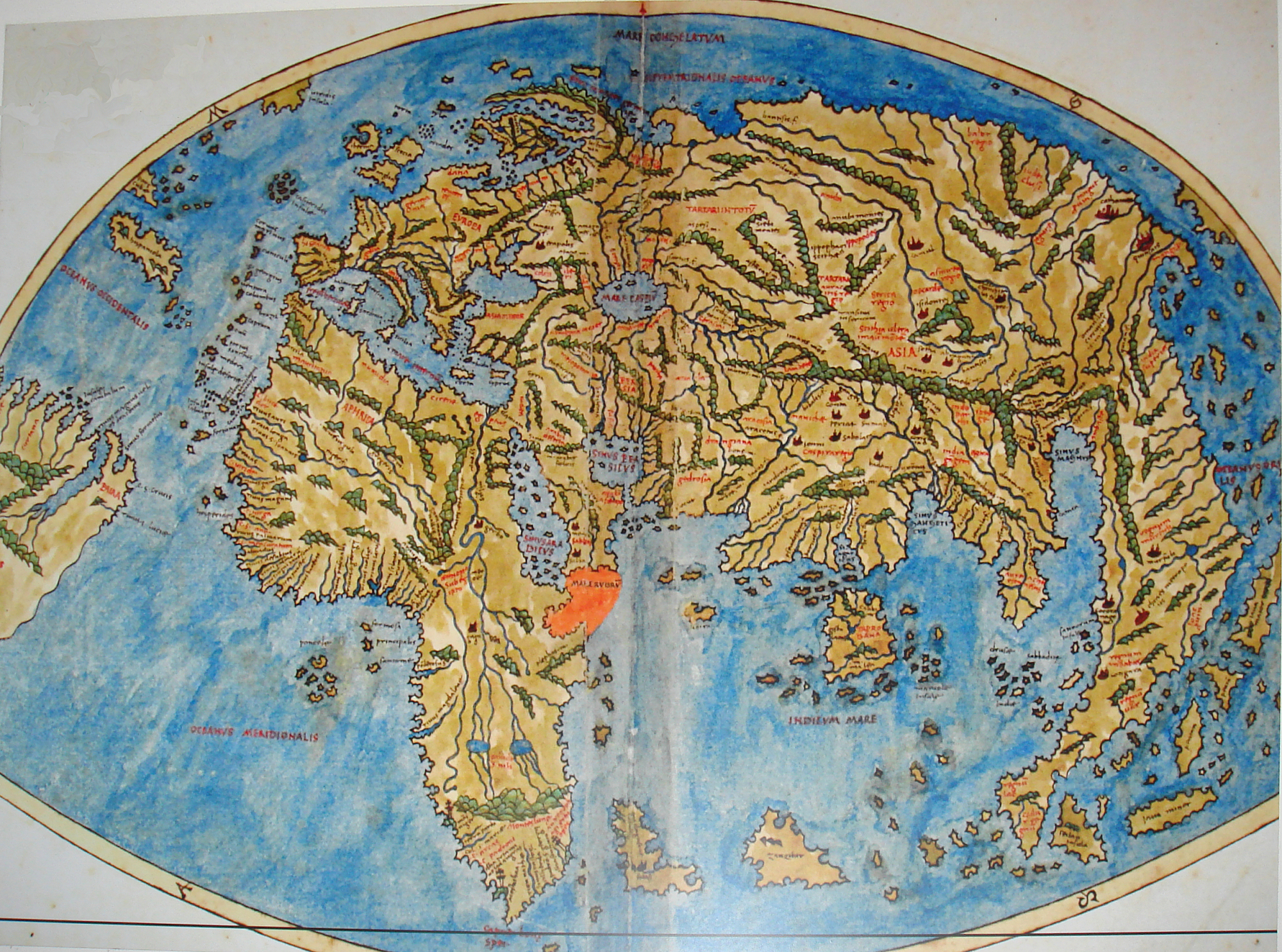
Il planisfero di Pietro Coppo
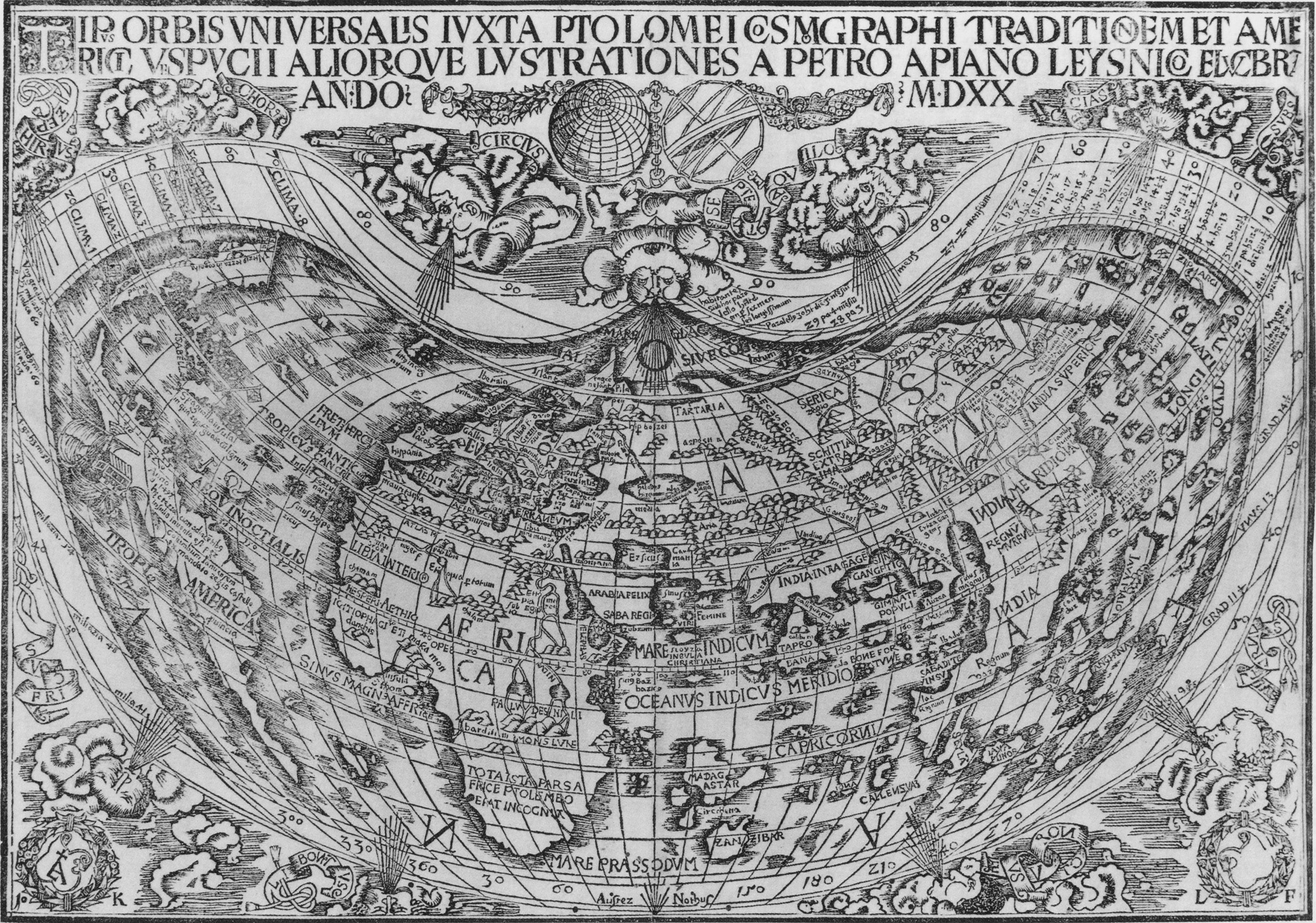
Il planisfero di Apiano

Nel 1525 il cartografo portoghese, ma al servizio della Spagna, Diego Ribero completò il Padrón Real, il planisfero segreto ed ufficiale spagnolo, sulla base delle risultanze della prima circumnavigazione del globo e perciò con le prime rilevazioni dell'Oceano Pacifico. Di tale versione esistono sei copie.
- Planisfero Castiglioni, il cui titolo completo è Carta del Navegare universalissima et diligentissima, copia del Padrón Real di Diego Ribero donata da Carlo V a Baldassarre Castiglione nel 1525[1]. Ora si trova alla Biblioteca Estense.
- Planisfero Salviati, copia del Padrón Real del 1526 donata al cardinale Giovanni Salviati. È ora conservata alla Biblioteca Laurenziana.
- Mundus Novus, copia del Padrón Real del 1527 conservata nella Biblioteca granducale di Weimar.
- Planisfero di Propaganda Fide, copia del Padrón Real del 1529 conservata alla Biblioteca Apostolica Vaticana.
- Planisfero di Weimar del 1529, copia del Padrón Real del 1529 conservata nella Biblioteca granducale di Weimar[1].
- Planisfero di Wolfenbüttel, copia del Padrón Real del 1530 conservata a Wolfenbüttel[1].
- Recens et integra orbis descriptio disegnata dal cartografo francese Oronzio Fineo e pubblicata a Parigi nel 1536. Essa segue la proiezione pseudoconica tolemaica e perciò, rappresentando entrambi i poli, assume la caratteristica sagoma cordiforme (a forma di cuore)[2].

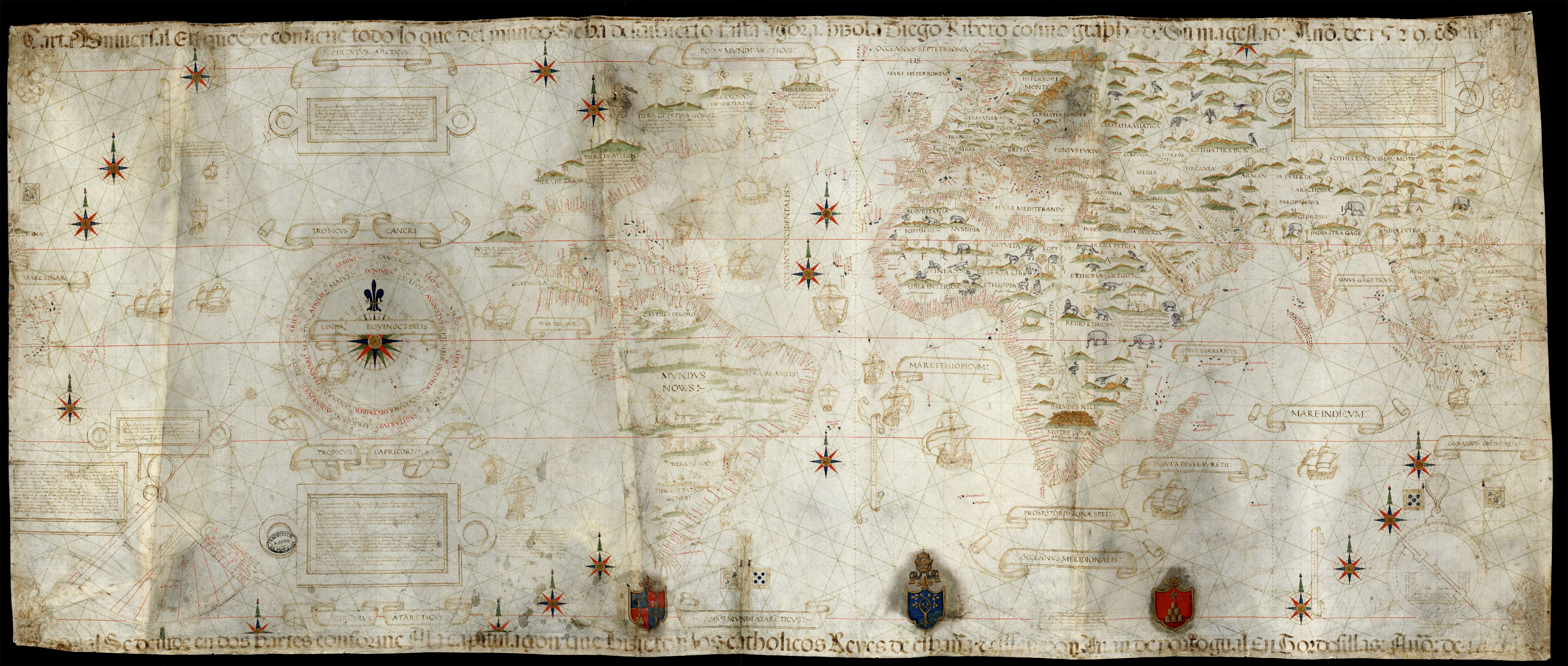
Il planisfero di Propaganda Fide
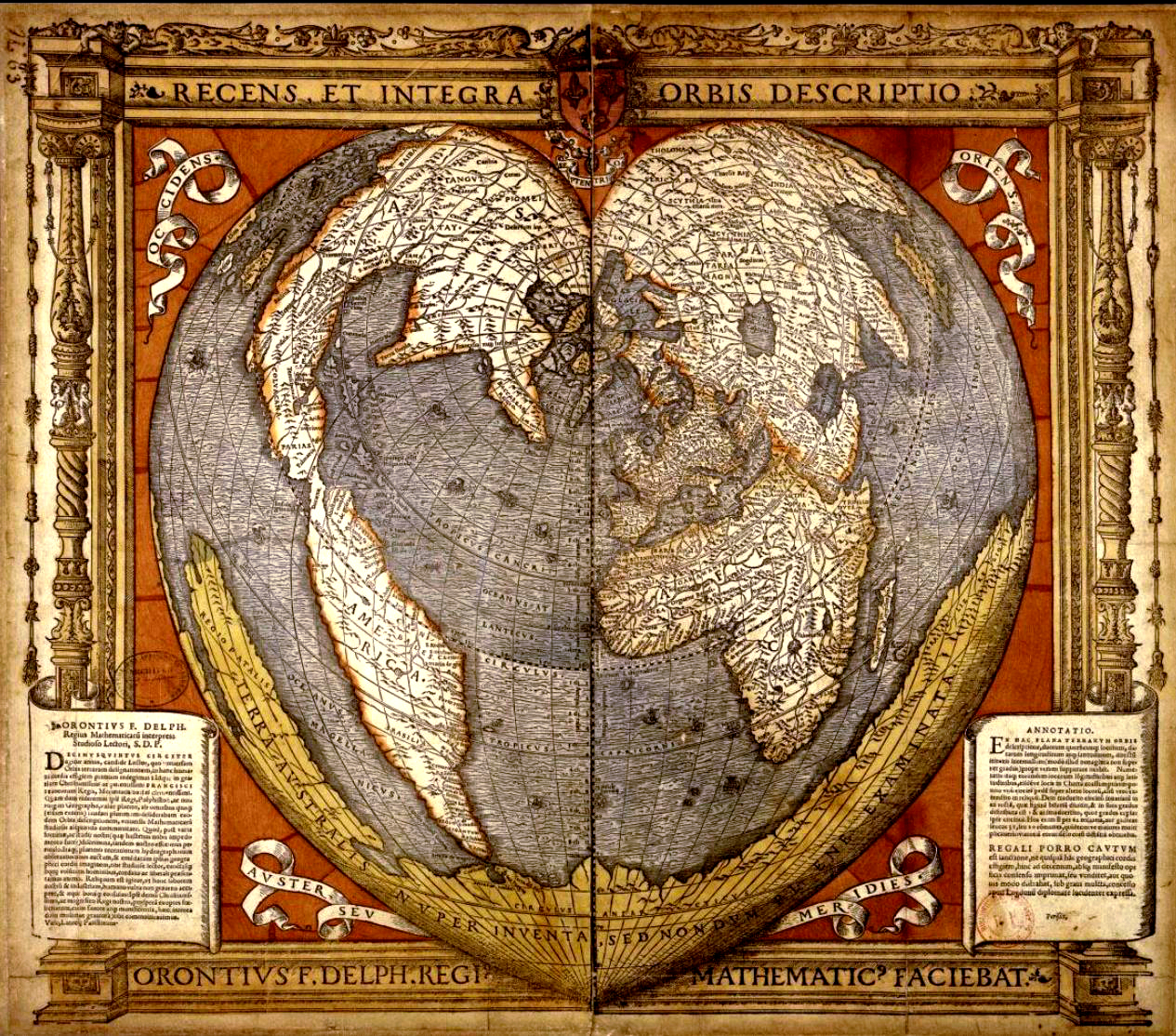
Planisfero di Oronzio Fineo

Fra il 1540 e il 1585 fiorì in Francia la Scuola cartografica di Dieppe, i cui esponenti disegnarono a mano molti planisferi nel periodo in questione. Nello stesso periodo fiorivano anche altri centri cartografici come Venezia ed Anversa.
- Mappamondo di Jean Mallard, disegnato dal cartografo di Dieppe Jean Mallard intorno al 1540. Attualmente alla British Library[3]
- Mappamondo di Jean Rotz contenuto nel Boke of Idrography di Jean Rotz, offerto nel 1542 al re d'Inghilterra. Ora alla British Library
- Planisfero di Guillaume Brouscon, disegnato dal Guillaume Brouscon a Dieppe nel 1543 ed ora alla Huntington Library.
- Planisfero di Pierre Desceliers del 1543, menzionato nell'inventario del cardinale Luigi d'Este con il seguente titolo: La descriptione del Mondo in carta pecorina scritta a mano, miniata tutta per P. Descheliers. La sorte di questa carta è sconosciuta.
- Mappamondo di Battista Agnese del 1544, contenuto in uno dei 71 atlanti prodotti dal cartografo italiano Battista Agnese ed ora conservato alla Library of Congress.
- Planisfero di Pierre Desceliers del 1546, detto anche Royal world chart, disegnato su ordine di Francesco I di Francia nel 1546 a Dieppe. Ora si trova alla John Rylands Library dell'Università di Manchester[4]
- Mappamondo Dauphin, disegnato da un cartografo sconosciuto appartenente alla scuola di Dieppe intorno al 1547. Detto anche Harleian. Attualmente conservato alla British Library[5]
- La universale descrittione del mondo, planisfero contenuto nell'edizione ampliata della Geographia di Tolomeo stampata da Giacomo Gastaldi nel 1548
- Planisfero di Pierre Desceliers del 1550, realizzato da Pierre Desceliers nel 1550 per il re Enrico II di Francia recante gli stemmi del re, di Anne de Montmorency e dell'ammiraglio Claude d'Annebaut. Si trova alla British Library
- Planisfero di Pierre Desceliers del 1553 è andato distrutto in un incendio a Dresda nel 1915.
- Cosmographie Universelle, planisfero dall'atlante disegnato e dipinto da Guillaume Le Testu di Dieppe nel 1556. Conservato presso la Bibliothèque du Service historique de l‘Armée de Terre.
- Planisfero di Pierre Desceliers del 1558 esposto all'Esposizione Universale del 1900 di Parigi, di cui non si conosce l'attuale sorte.
- Planisfero di Nicolas Desliens del 1561, datato 1541 ma oggi ritenuto del 1561[6] e conservato alla Sächsische Staatsbibliothek.
- Planisfero di Guillaume Le Testu del 1566, conservato alla Biblioteca nazionale di Francia.
- Planisfero di Nicolas Desliens del 1566 su pergamena conservato alla Biblioteca nazionale di Francia. Il sud è in alto.
- Planisfero di Nicolas Desliens del 1567, conservato al National Maritime Museum di Greenwich.
- Planisfero del 1568, disegnato intorno al 1568 ed attribuito a Nicolas Desliens. Ora al National Maritime Museum di Greenwich.
- Cosmographia universalis et exactissima iuxta postremam neotericorum traditionem di Giacomo Gastaldi stampata a Venezia nel 1569.
- Nova et aucta orbis terræ descriptio ad usum navigantium emendate accomodata pubblicata nel 1569 da Gerardo Mercatore. Larga 202x124 cm, e divisa in diciotto fogli. Come dice il titolo, la carta era pensata per i navigatori: infatti la proprietà principale della carta di Mercatore è quella di conservare gli angoli. A tal fine il cartografo fiammingo elaborò la proiezione cilindrica isogona che porta il suo nome.
- Theatrum Orbis Terrarum, è il planisfero contenuto nell'atlante di questo nome pubblicato da Abramo Ortelio nel 1570 ad Anversa.
- Carte cosmographique ou Universelle description du monde pubblicato a Dieppe nel 1570 da Jean Cossin. Utilizzava la proiezione sinusoidale. Ora alla Biblioteca nazionale di Francia
- Mapa Mundi di Domingos Teixeira, dipinta a mano su pergamena dal cartografo portoghese nel 1573. Conservata alla Biblioteca nazionale di Francia
- Mappamondo di Bünting, disegnato dal teologo e pastore protestante tedesco Heinrich Bünting e pubblicato nel suo libro Itinerarium Sacrae Scripturae del 1581. Ora alla Biblioteca nazionale di Israele di Gerusalemme.
- Orbis terrae compendiosa descriptio, planisfero in proiezione stereografica dall'Atlas sive Cosmographicae Meditationes de Fabrica Mundi et Fabricati Figura stampato da Rumold Mercator nel 1587.

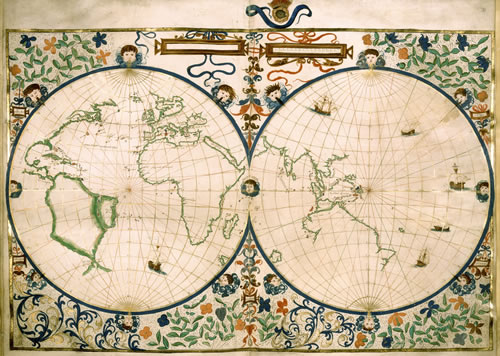
Mappamondo di Jean Rotz
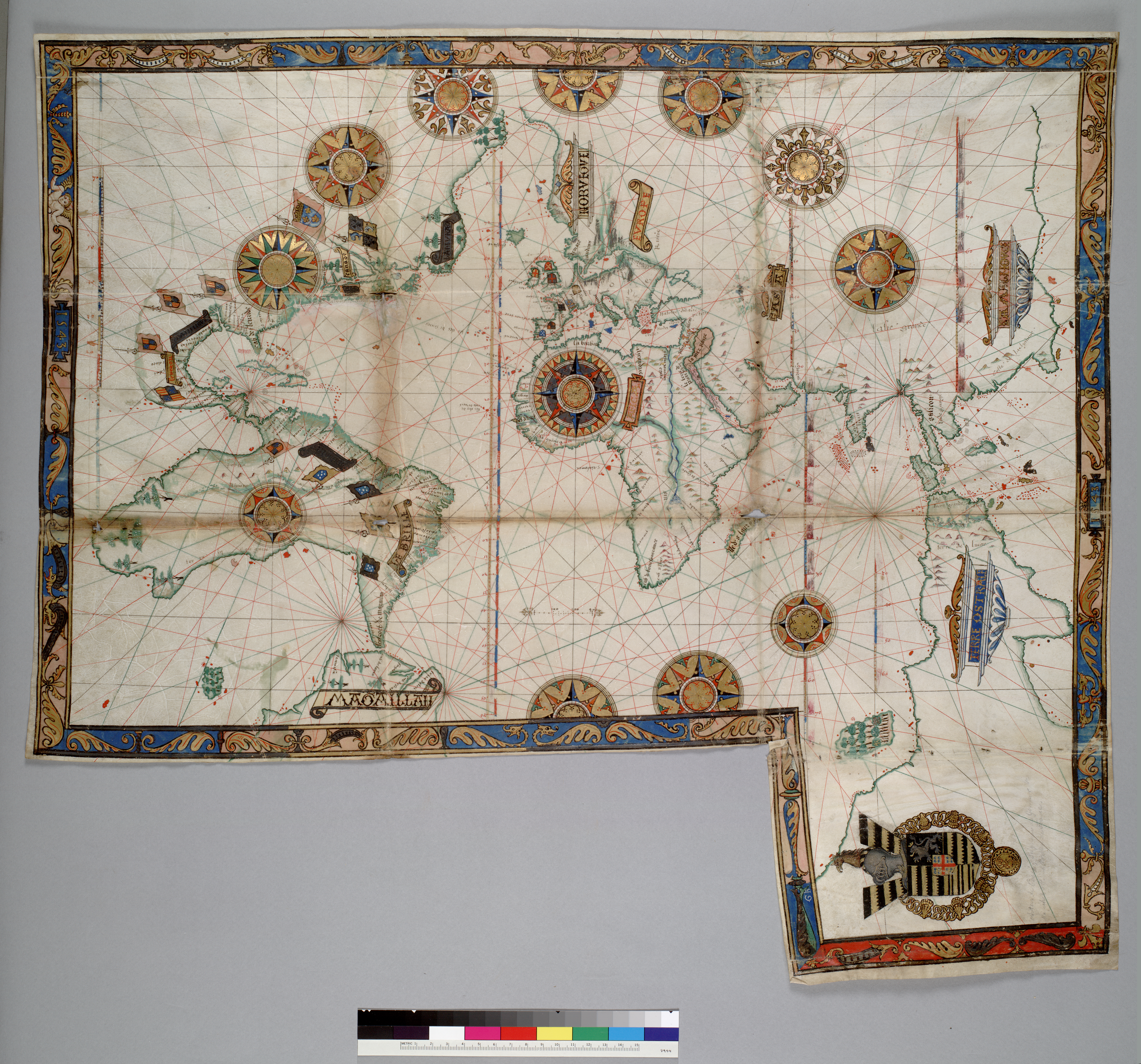
Il planisfero di Guillaume Brouscon
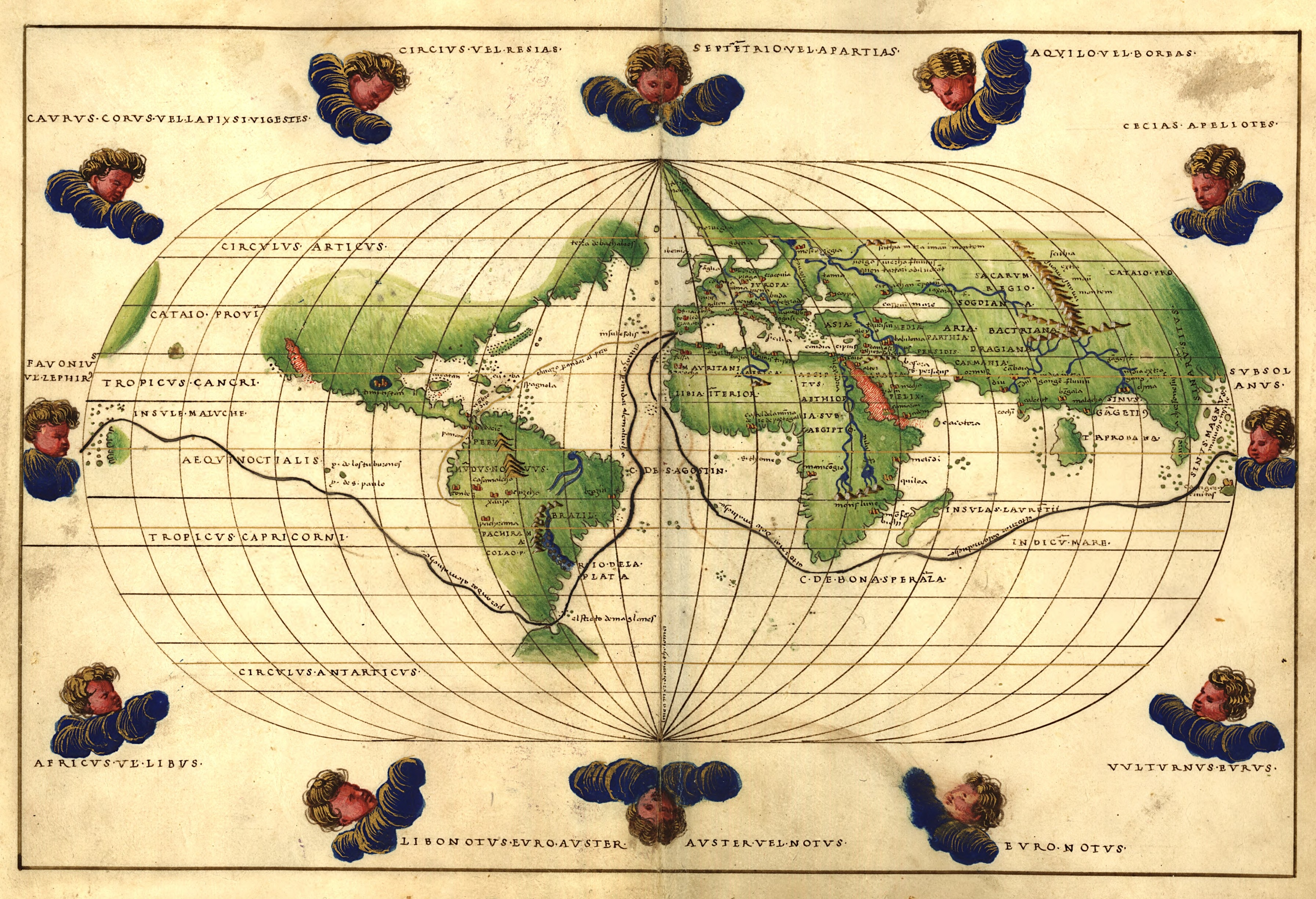
Planisfero di Battista Agnese del 1544
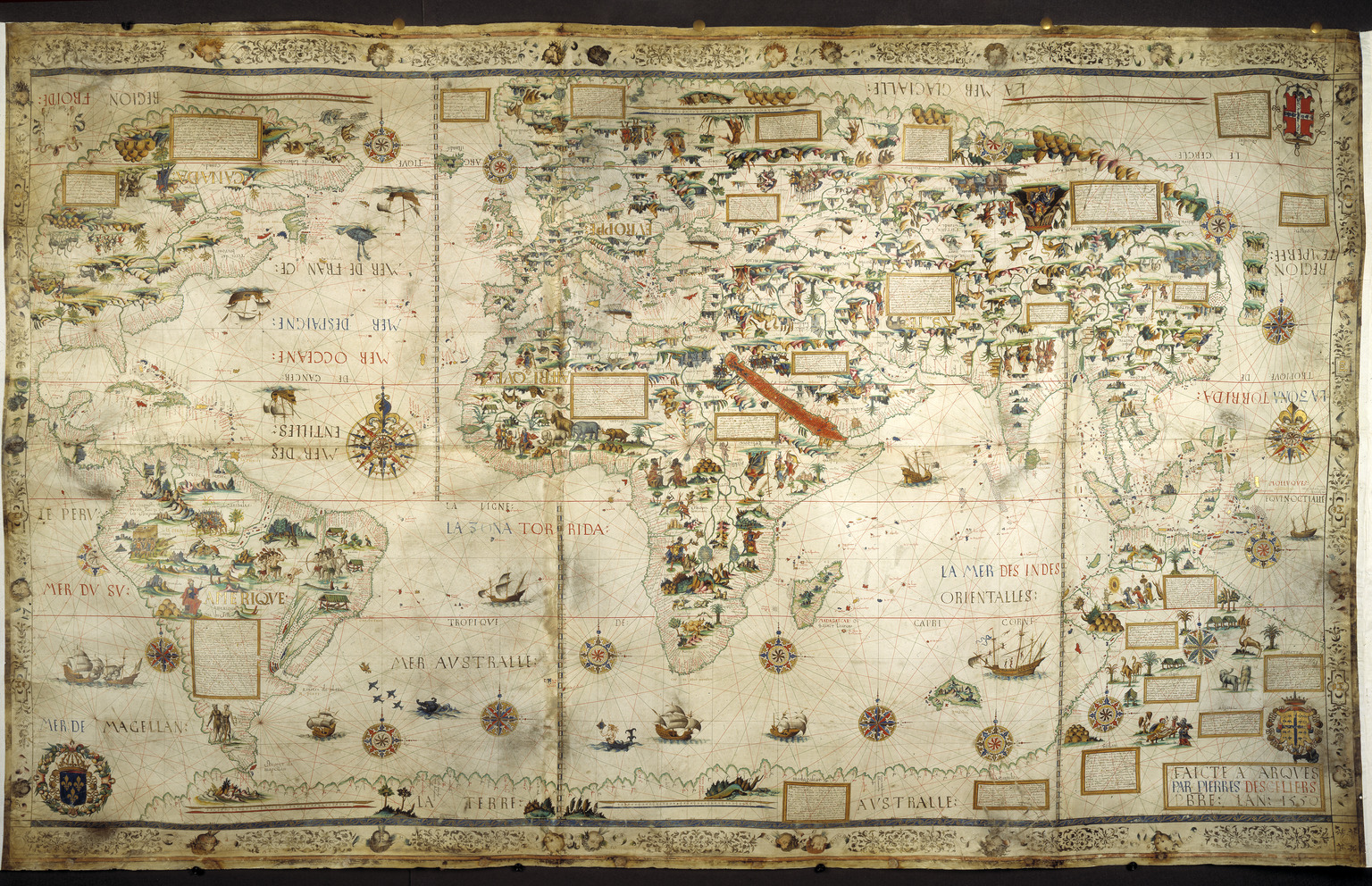
Il mappamondo di Enrico II
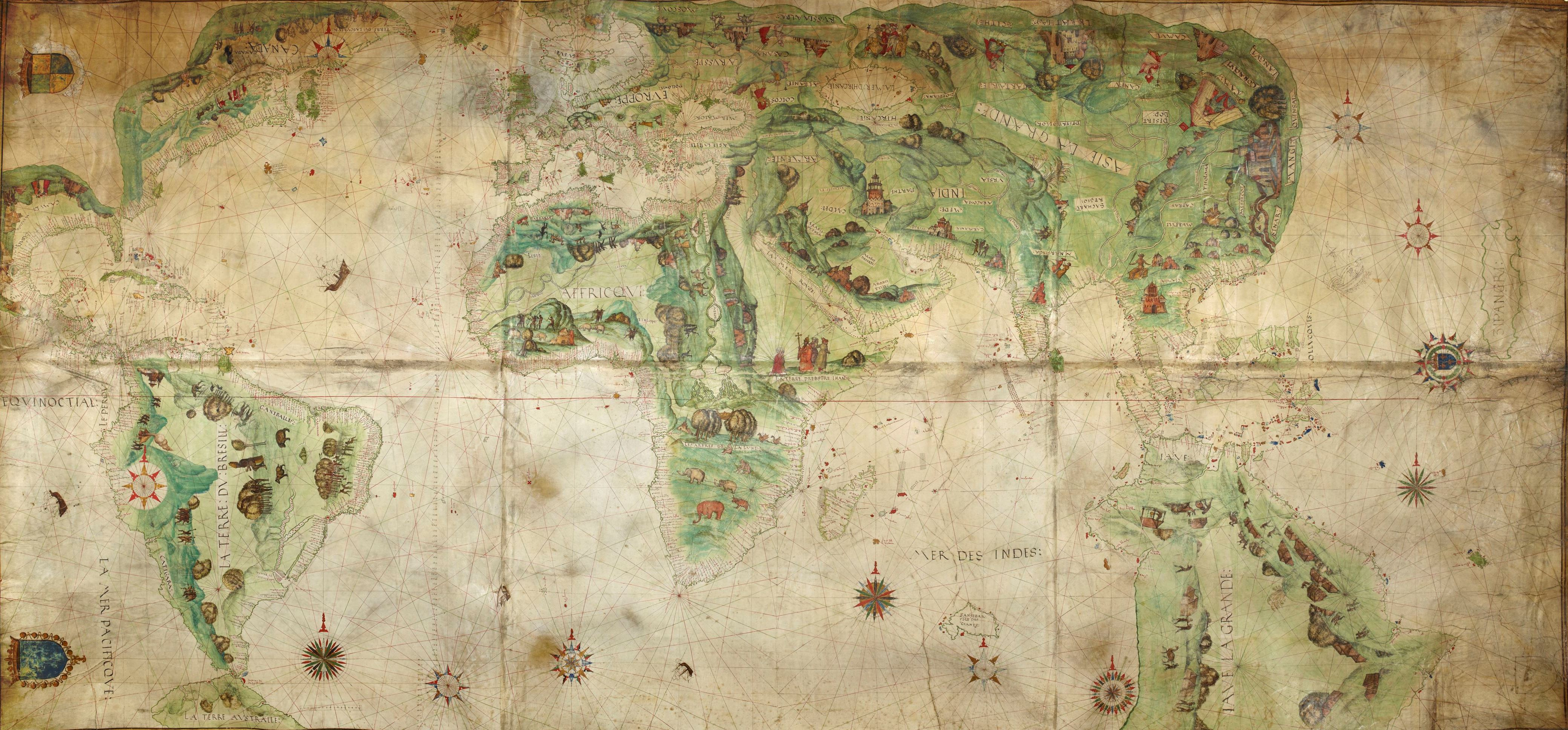
Il mappamondo Dauphin
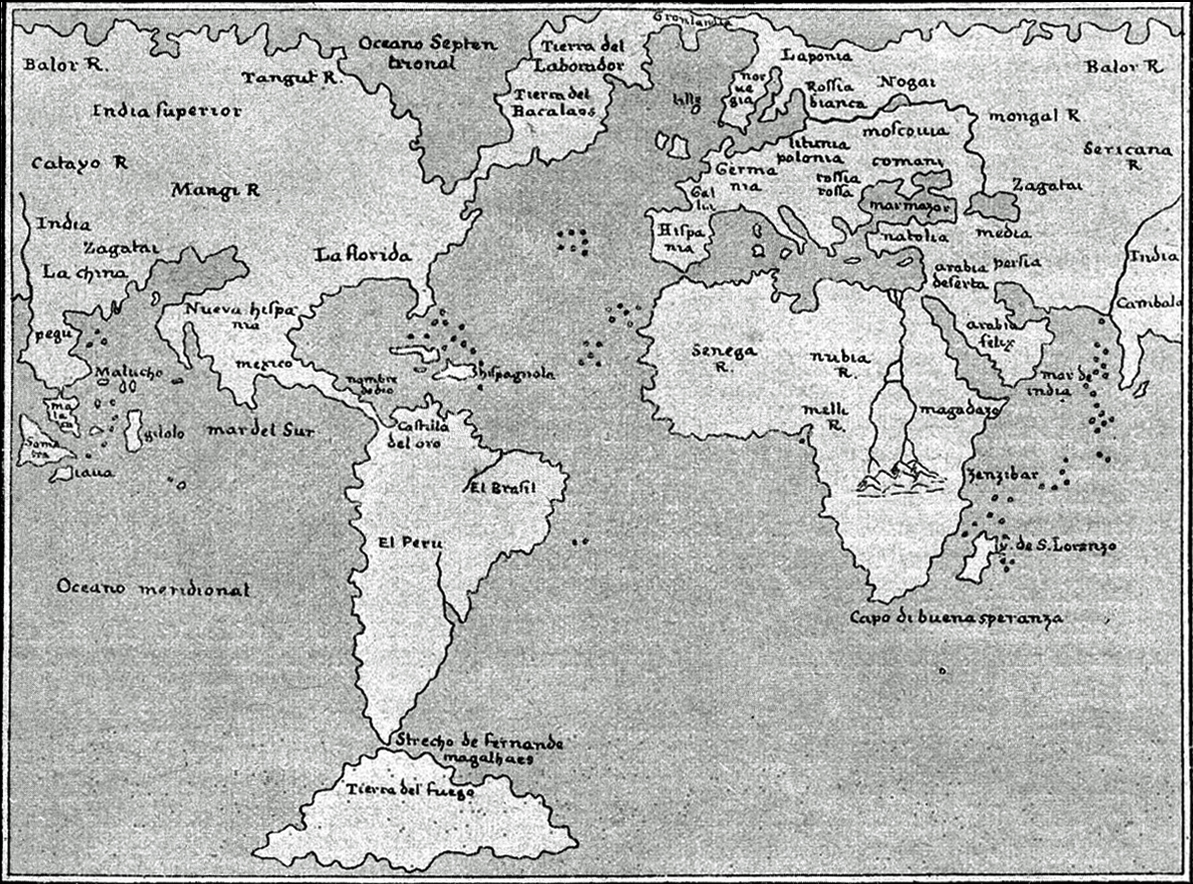
Ricostruzione del 1904 del planisfero di Gastaldi del 1548
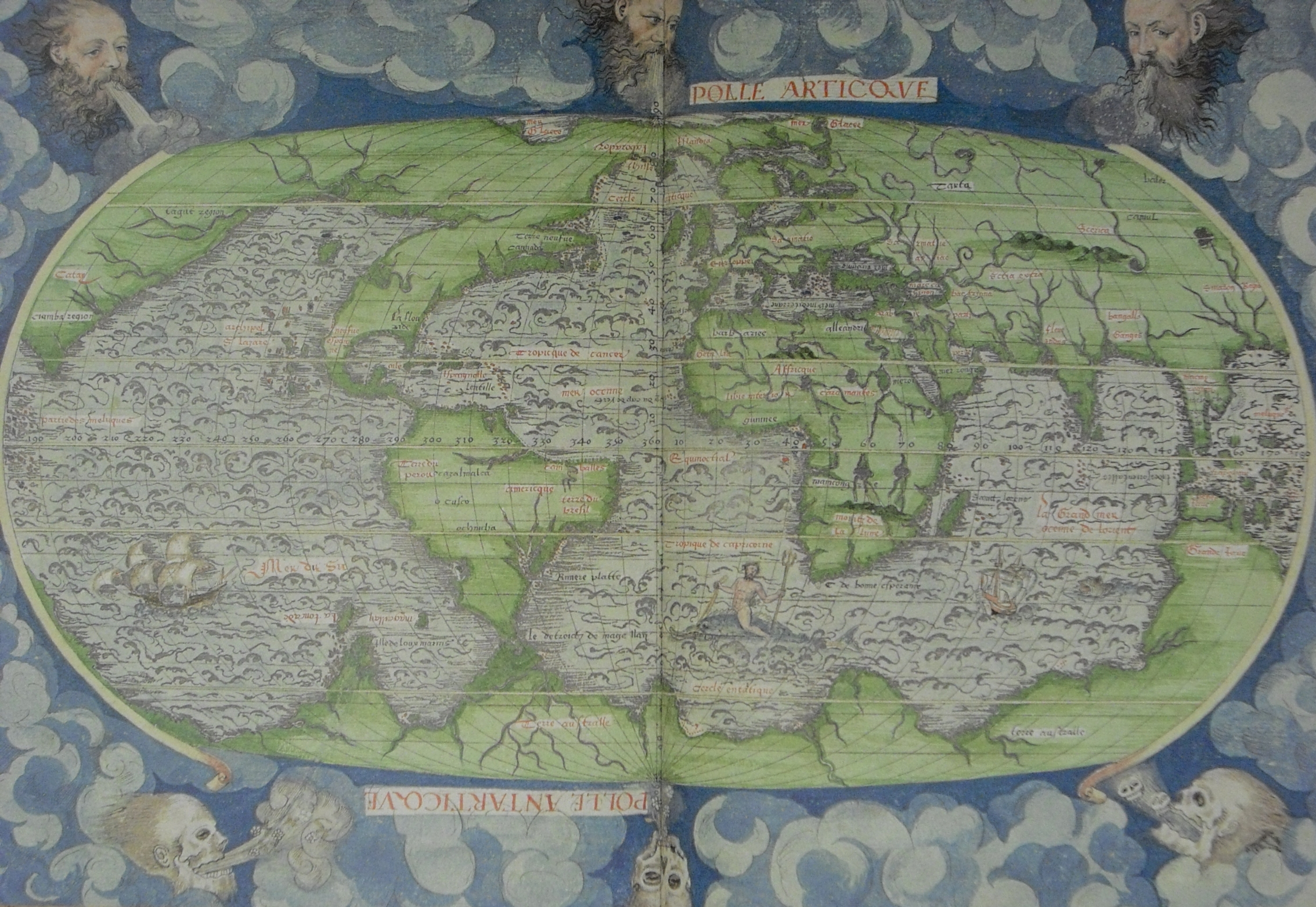
Planisfero di Guillaume Le Testu del 1556
Mappamondo di Nicolas Desliens del 1566
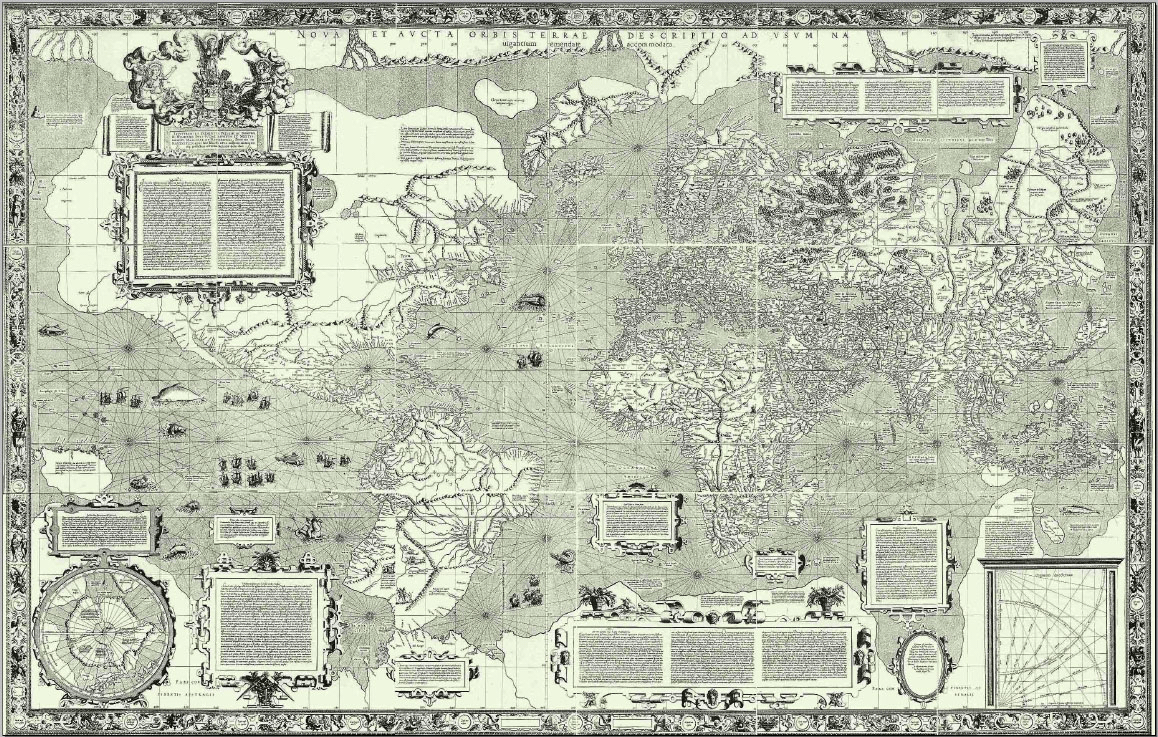
Il planisfero di Mercatore
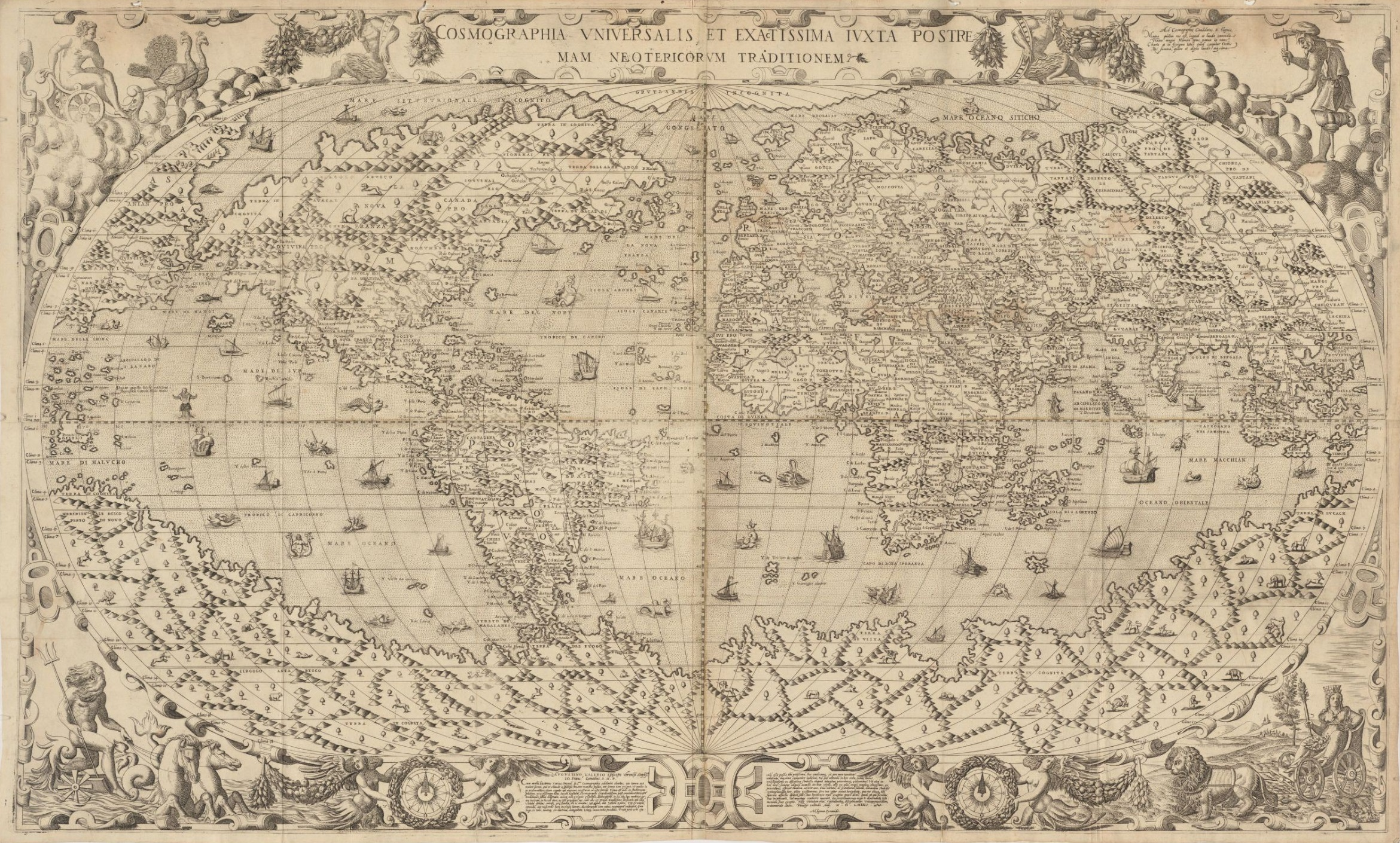
Il planisfero di Giacomo Gastaldi del 1569
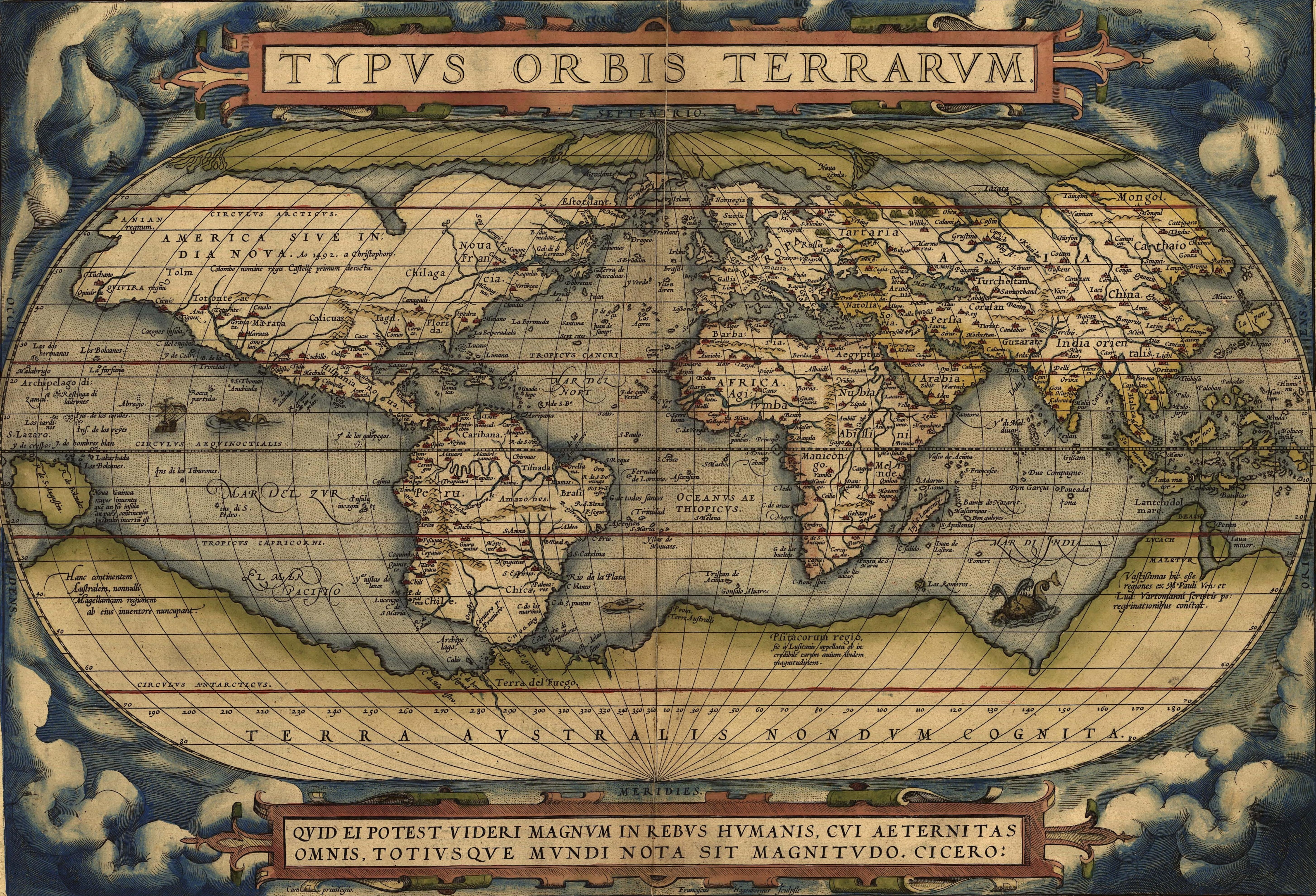
Il planisfero dal Theatrum Orbis Terrarum
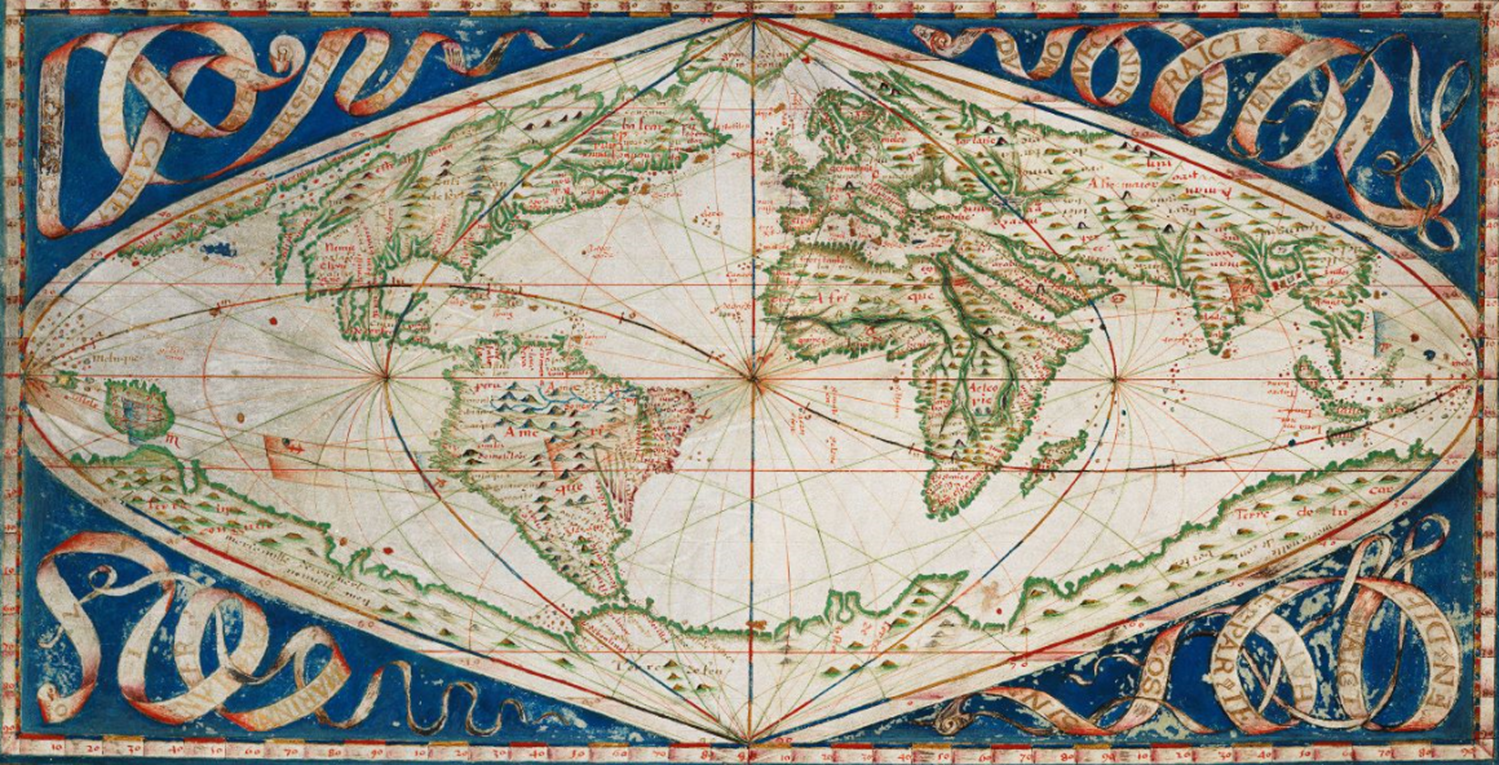
Il planisfero di Jean Cossin
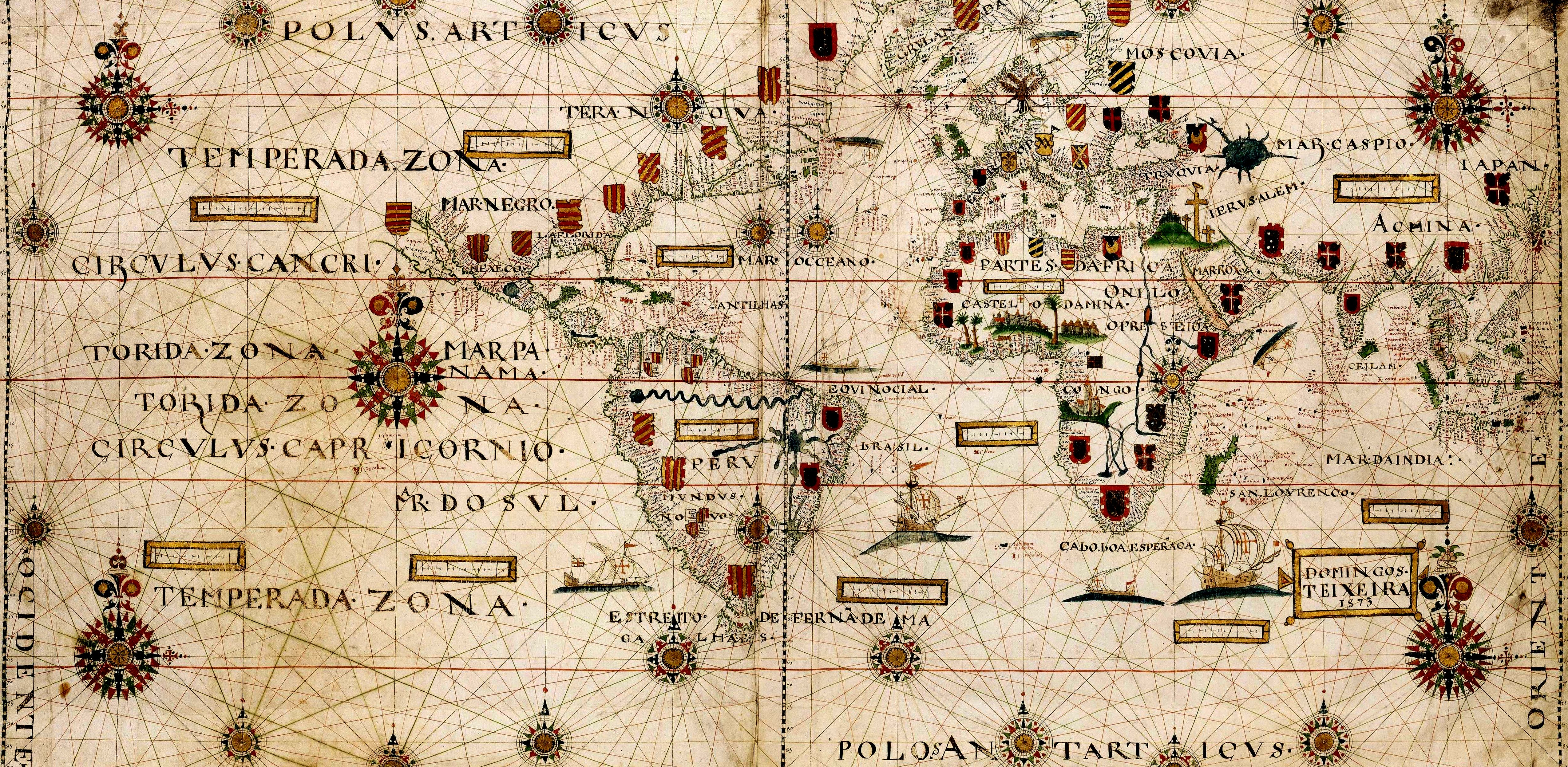
Mappamondo di Domingos Teixeira
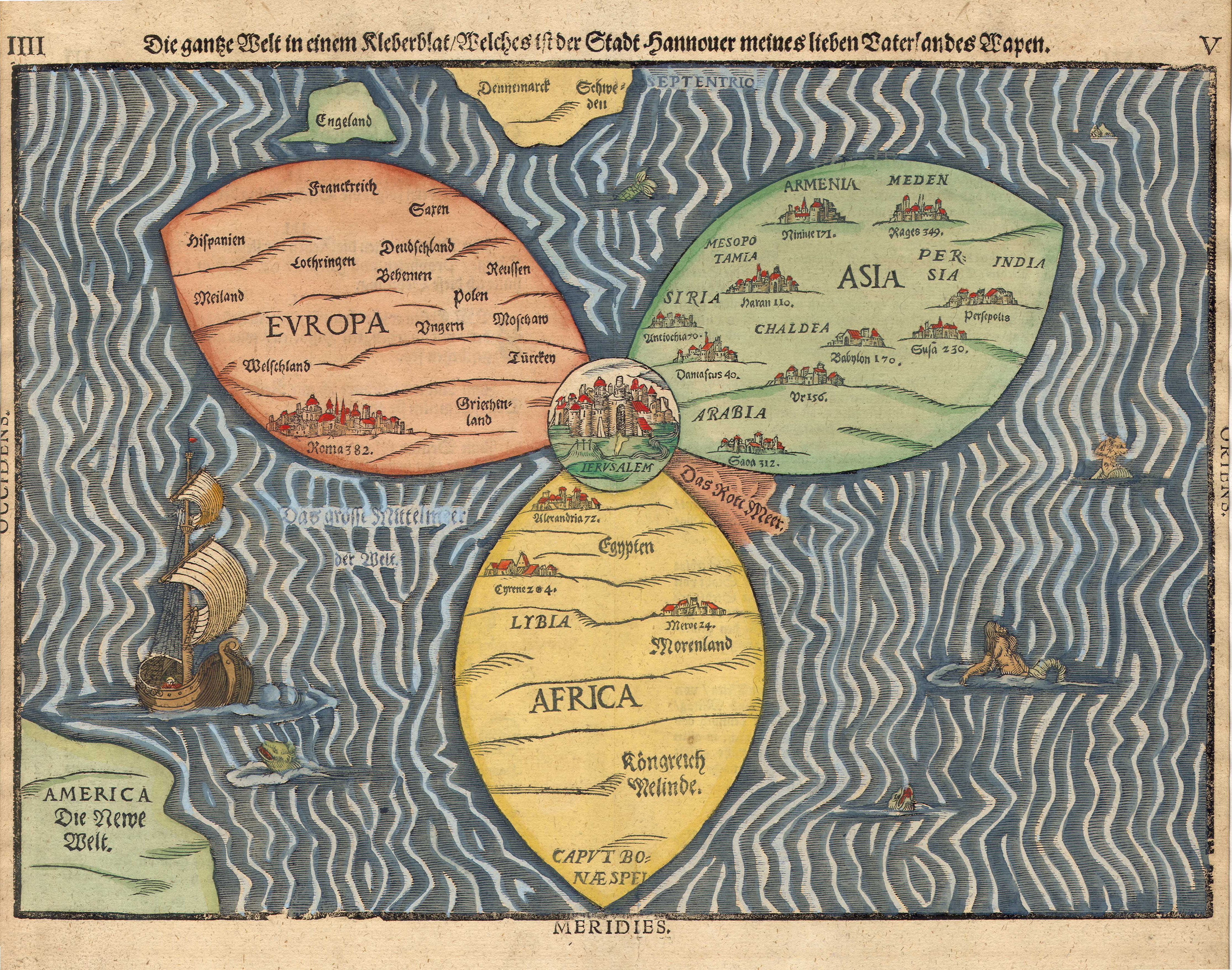
Carta a trifoglio di Bünting
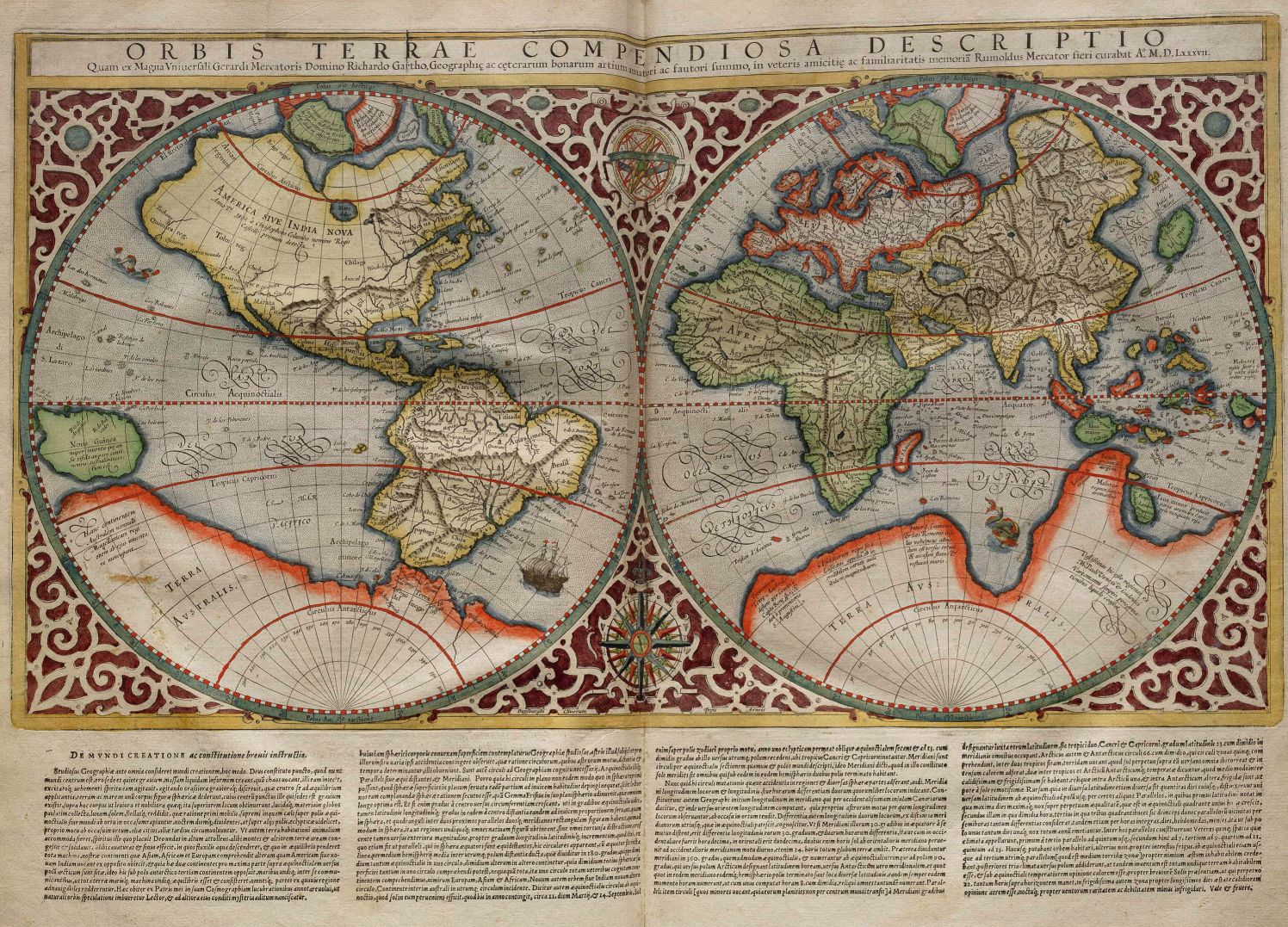
Planisfero di Rumold Mercator